# Acraea barberi
Acraea barberi är en fjärilsart som beskrevs av Henry Trimen 1881. Acraea barberi ingår i släktet Acraea och familjen praktfjärilar. Inga underarter finns listade i Catalogue of Life.